# Syna Kayser
Syna Kayser (* 5. Mai 1990) ist eine ehemalige deutsche Tennisspielerin.

## Karriere
Kayser, die mit fünf Jahren mit Tennisspielen begann, bevorzugte Hartplätze. Sie spielte überwiegend auf Turnieren des ITF Women’s Circuit, bei denen sie einen Einzeltitel gewinnen konnte.
2004 gewann Kayser bei den Deutschen Jugend-Hallenmeisterschaften den Titel der U-14 im Einzel sowie im Doppel. Sie besiegte im Endspiel Katrin Schmidt mit 7:5 und 6:4. Im Jahr 2006 gewann Kayser bei den Deutschen Jugend-Hallenmeisterschaften gegen Mona Barthel mit 6:2 und 6:2 den Titel im Einzel. Darüber hinaus errang sie außerdem den Titel im Doppel. Zusätzlich triumphierte sie im selben Jahr bei den Deutschen Meisterschaften auf der Anlage des BASF TC Ludwigshafen und errang dort den Turniersieg. 2008 unterlag sie in der Konkurrenz der U-18 im Finale Mona Barthel mit 6:7 und 4:6.
Ihr erstes Turnier als Profispielerin bestritt Kayser 2005 in Buchen, ab August 2006 wurde sie in der Weltrangliste geführt. Ende 2007 erreichte sie beim Turnier in Ismaning das Achtelfinale und in Lagos ihr erstes Finale, das sie gegen Zuzana Kučová mit 2:6 und 2:6 verlor. 2008 bis 2010 erzielte Kayser auf ITF-Ebene keine nennenswerten Resultate, ehe sie im Juli 2011 das Turnier von Knokke gewinnen konnte; sie bezwang im Finale Eva Wacanno mit 6:3 und 6:0. Einen Monat später stand sie auch in Braunschweig im Finale, das sie gegen Dinah Pfizenmaier mit 6:75 und 1:6 verlor wie dann auch das Finale von Stockholm zwei Monate später gegen Anett Kontaveit mit 4:6 und 2:6. Im Anschluss schied Kayser regelmäßig in der ersten oder zweiten Runde aus; im Oktober 2013 spielte sie ihr letztes Profiturnier. Ihre beste Weltranglistenposition erreichte sie im September 2008 mit Platz 420, seit 2014 wird sie nicht mehr gelistet.
In der 1. Bundesliga spielte Kayser 2008 und 2009 für den TC Rüppurr Karlsruhe. Für den DTV Hannover spielte sie 2014 und 2015 als auch 2017 in der 2. Liga sowie 2016, 2018 und 2019 in der 1. Bundesliga.
Syna Kayser ist B-Trainerin des Deutschen Tennis Bundes und arbeitet als Trainerin in der Tennisschule ihrer Familie zusammen mit ihrer Mutter Petra und ihren Brüdern Yannick und Robin. Seit 2016 spielt sie für die Hawaiʻi Pacific University in der Collegemannschaft.

## Turniersiege

### Einzel
| Nr. | Datum         | Turnier      | Kategorie   | Belag | Finalgegnerin | Ergebnis |
| --- | ------------- | ------------ | ----------- | ----- | ------------- | -------- |
| 1   | 23. Juli 2011 | Knokke-Heist | ITF $10.000 | Sand  | Eva Wacanno   | 6:3, 6:0 |